# Kohoutí zápasy

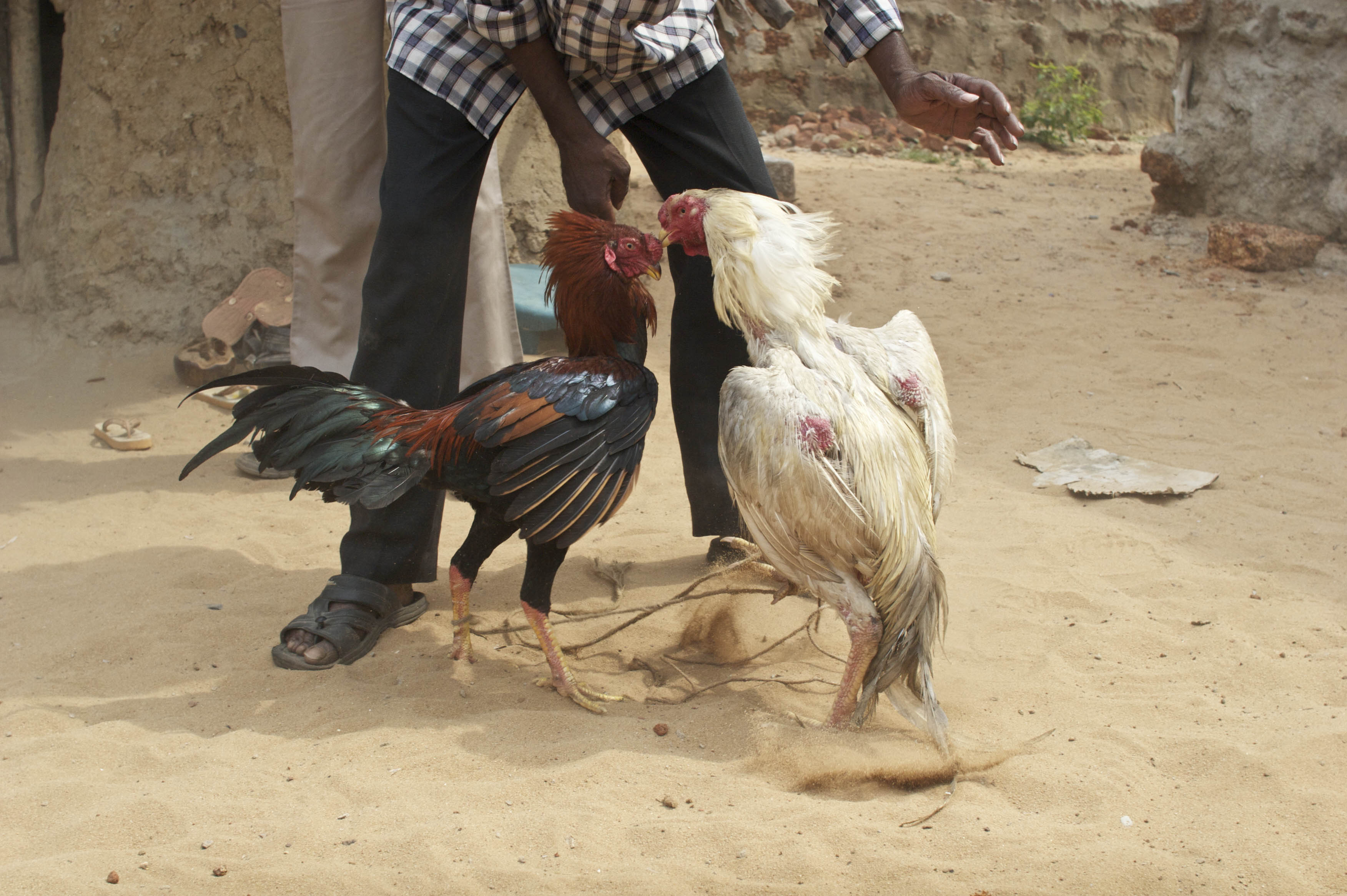
Kohoutí zápas v Indii

Kohoutí zápasy jsou historicky tradičním šlechtitelským sportem. Nejčastěji se jedná o soutěž mezi dvěma kondičně předpřipravenými zvířaty, ve stejné váhové kategorii a vítězství se zakládá na různých bojových dovednostech kohoutů. Různá plemena bojovných kohoutů, jako je například španělská bojovnice, jsou do značné míry adaptována na různé formy zápasu. Tato variabilita vychází zejména z různého ozbrojení kohoutů a příslušně specifických pravidel. 
V České republice jsou kohoutí zápasy zakázány zákonem na ochranu zvířat proti týrání.

## Historie
Kohoutí zápasy vznikly patrně v Asii, v Indii jsou doloženy již v Harappském období, o málo později je pořádali i staří Peršané, Izraelité či Asyřané, od 5. stol. př. n. l. byly známy v Athénách a o málo později i u Etrusků a Římanů. V raném novověku přišly do módy v Anglii a ve Španělsku, odkud se v koloniálním období rozšířily na americký kontinent.

## Variabilita
Nejmodernější formou kohoutích zápasů, je pravděpodobně tzv. kohoutí box. Kohoutí ostruhy mohou být zakráceny a tupě zabroušeny, případně změkčeny bandážemi, nebo mohou zvířatům úplně chybět. Při těchto zápasech s dlouhým průběhem zpravidla nedochází ke smrtelným zraněním. Kohoutí box je dále charakteristický značným podílem manipulace. Zápasy bývají rozčleněny na časově ohraničená kola, s osvěžením zápasníků v mezičasech.
Zápasy s přirozenými ostruhami, nebo jejich kopiemi, se vyznačují středně dlouhým průběhem. Snášenlivost k inkasovaným zraněním je relativně vysoká. Ta se kumulují postupně a předvídatelně. U různých subpopulací bojovnic a v různých regionech, bývá preferována různá délka přirozených ostruh.
Nejfatálnější je použití různě utvářených, nožů a jehel. Tato forma zápasů je naopak charakteristická rychlým průběhem, velmi prudkým kontaktem a vysokou mortalitou.

## Zajímavosti

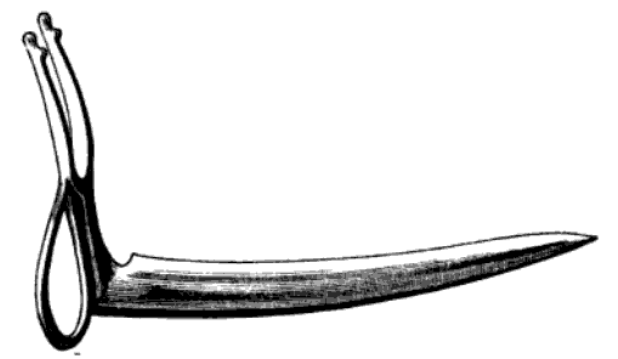
Kovový nástavec tari, podobný malé dýce, Filipíny

Uměle ozbrojení kohouti mohou být nebezpeční i svým majitelům a divákům. V Indii a na Filipínách byly popsány i případy smrtelných zranění. Na indonéském ostrově Bali jsou kohoutí zápasy zvané tabuh rah součástí některých náboženských rituálů a poražený kohout slouží jako krvavá oběť na usmíření zlých duchů.

## Jiné druhy ptáků
K zápasům jsou někdy používáni také samci jiných druhů ptáků, zejména frankolínů šedých (Francolinus pondicerianus) a orebic, především orebice čukar (Alectric chukar), ale také křepelek. Někdy bývají k zápasům používány také samičky polyandricky žijících perepelů. V Německu a v Rusku byly v 18. stol. analogicky používáni k zápasům domácí houseři speciálně vyšlechtěných plemen, např. štajnbašské bojové husy.